# 地理中心
地理中心（英語：Geographical centre）是指地球表面区域的二维形状的重心。

## 测算方法
通常测量某地区地理中心，是指测定该区域对应二维模型的质心。
一直以来对于一些国家和地区的地理中心测算存在争议：例如是否应包含离岸海岛。在这种情况下，如果海岛趋向大陆，从而可以创建一个与陆地连通的二维地理模型，则可将该海岛包含在内。
另一种测量地理中心的方式是测算国家内部距离国境线最远的点（内陆国家）或者离海岸线最远的点，類似於陸地難抵極的概念。